# Persone di nome Gennaro
| Questa pagina contiene informazioni ricavate automaticamente dalle voci biografiche con l'ausilio del template Bio e di un bot. L'aggiornamento è periodico e automatico e ricostruisce completamente la pagina. Se manca una persona in questa lista, sei pregato di non aggiungerla, ma accertati piuttosto che la sua voce biografica contenga il template Bio e che i dati anagrafici siano correttamente compilati. Se il template Bio manca, inseriscilo tu stesso o, in alternativa, metti l'avviso {{tmp\|Bio}} che ne segnala la mancanza. Se i dati riportati sono sbagliati, correggi direttamente la voce biografica; le modifiche saranno visibili in questa lista entro pochi giorni. Per chiarimenti vedi il progetto antroponimi. La lista contiene solo le 169 persone che sono citate nell'enciclopedia e per le quali è stato implementato correttamente il template Bio. Pagina aggiornata al 6 mag 2025. |

Questa è una lista di persone presenti nell'enciclopedia che hanno il nome Gennaro, suddivise per attività principale.

## Abati(1)
- Gennaro Sisti, abate e ebraista italiano (Melfi, n. 1700 - † 1782)

## Allenatori di calcio(9)
- Gennaro Bracigliano, allenatore di calcio e ex calciatore francese (Forbach, n. 1980)
- Gennaro Gattuso, allenatore di calcio e ex calciatore italiano (Corigliano Calabro, n. 1978)
- Gennaro Iezzo, allenatore di calcio e ex calciatore italiano (Castellammare di Stabia, n. 1973)
- Gennaro Monaco, allenatore di calcio e ex calciatore italiano (Napoli, n. 1968)
- Gennaro Rambone, allenatore di calcio e calciatore italiano (Napoli, n. 1935 - Napoli, † 2010)
- Gennaro Ruotolo, allenatore di calcio e ex calciatore italiano (Santa Maria a Vico, n. 1967)
- Gennaro Scarlato, allenatore di calcio e ex calciatore italiano (Napoli, n. 1977)
- Gennaro Troianiello, allenatore di calcio e ex calciatore italiano (Napoli, n. 1983)
- Gennaro Volpe, allenatore di calcio e ex calciatore italiano (Pozzuoli, n. 1981)

## Allenatori di pallacanestro(2)
- Jerry DeGregorio, allenatore di pallacanestro e dirigente sportivo statunitense (New Britain, n. 1962)
- Gennaro Di Carlo, allenatore di pallacanestro italiano (Santa Maria Capua Vetere, n. 1973)

## Anarchici(1)
- Gennaro Rubino, anarchico italiano (Bitonto, n. 1859 - Lovanio, † 1918)

## Arbitri di calcio(2)
- Gennaro Borriello, ex arbitro di calcio italiano (Torre del Greco, n. 1956)
- Gennaro Marchese, arbitro di calcio italiano (Frattamaggiore, n. 1918 - Napoli, † 1993)

## Arbitri di calcio a 5(1)
- Gennaro Luca De Falco, arbitro di calcio a 5 italiano (Catanzaro, n. 1974)

## Archeologi(1)
- Gennaro Pesce, archeologo italiano (Napoli, n. 1902 - Cagliari, † 1984)

## Architetti(1)
- Gennaro Matacena, architetto e imprenditore italiano (Cava de' Tirreni, n. 1945)

## Arcivescovi cattolici(3)
- Gennaro Costagliola, arcivescovo cattolico italiano (Napoli, n. 1850 - Chieti, † 1919)
- Gennaro Clemente Francone, arcivescovo cattolico italiano (Portici, n. 1728 - Troia, † 1799)
- Gennaro Verolino, arcivescovo cattolico italiano (Napoli, n. 1906 - Roma, † 2005)

## Attori(4)
- Gennaro Cannavacciuolo, attore, cantante e cabarettista italiano (Pozzuoli, n. 1962 - Roma, † 2022)
- Gennaro Duccilli, attore, regista e drammaturgo italiano (Napoli, n. 1955)
- Gennaro Pantalena, attore e impresario teatrale italiano (Napoli, n. 1848 - Napoli, † 1915)
- Gennaro Silvestro, attore italiano (Napoli, n. 1981)

## Avvocati(3)
- Gennaro De Filippo, avvocato, magistrato e politico italiano (Napoli, n. 1816 - Roma, † 1887)
- Gennaro Manna, avvocato, giurista e politico italiano (L'Aquila, n. 1861 - Roma, † 1932)
- Gennaro Marciano, avvocato e politico italiano (Napoli, n. 1863 - Morcone, † 1944)

## Bassi(1)
- Gennaro Luzio, basso italiano (Napoli, n. 1740)

## Batteristi(2)
- Gennaro Barba, batterista italiano (Napoli, n. 1954)
- Gegè Di Giacomo, batterista e cantante italiano (Napoli, n. 1918 - Napoli, † 2005)

## Beati(1)
- Gennaro della Valtellina, beato italiano

## Calciatori(9)
- Gennaro Acampora, calciatore italiano (Napoli, n. 1994)
- Gennaro Bonsanto, calciatore italiano (San Severo, n. 1912 - Milano, † 1992)
- Gennaro Borrelli, calciatore italiano (Campobasso, n. 2000)
- Gennaro Camilleri, ex calciatore maltese (n. 1953)
- Gennaro Finizio, calciatore italiano (Salerno, n. 1901 - Napoli, † 1990)
- Gennaro Fiore, calciatore italiano
- Gennaro Olivieri, calciatore e allenatore di calcio italiano (Castellammare di Stabia, n. 1942 - Castellammare di Stabia, † 2020)
- Gennaro Santillo, calciatore italiano (La Spezia, n. 1908 - Castelvetrano, † 1943)
- Gennaro Tutino, calciatore italiano (Napoli, n. 1996)

## Canoisti(1)
- Gennaro Cirillo, ex canoista italiano (Napoli, n. 1961)

## Canottieri(1)
- Gennaro Di Mauro, canottiere italiano (Massa di Somma, n. 2001)

## Cantanti(2)
- Mario Giglio, cantante italiano (Napoli, n. 1904)
- Gennaro Cosmo Parlato, cantante, paroliere e tenore italiano (Napoli, n. 1972)

## Cantautori(2)
- Gennaro Pasquariello, cantautore e attore teatrale italiano (Napoli, n. 1869 - Napoli, † 1958)
- Raiz, cantautore e attore italiano (Napoli, n. 1967)

## Cardinali(3)
- Gennaro Granito Pignatelli di Belmonte, cardinale italiano (Napoli, n. 1851 - Città del Vaticano, † 1948)
- Gennaro Portanova, cardinale e arcivescovo cattolico italiano (Napoli, n. 1845 - Reggio Calabria, † 1908)
- Gennaro Antonio de Simone, cardinale e vescovo cattolico italiano (Ginestra, n. 1714 - Roma, † 1780)

## Cestisti(2)
- Gennaro Sorrentino, cestista italiano (Napoli, n. 1985)
- Gennaro Tessitore, cestista italiano (Napoli, n. 1982)

## Compositori(5)
- Gennaro Astarita, compositore italiano (Napoli, n. 1749 - Rovereto, † 1805)
- Gennaro D'Alessandro, compositore e clavicembalista italiano (Napoli - Napoli, † 1778)
- Gennaro Manna, compositore italiano (Napoli, n. 1715 - Napoli, † 1779)
- Gennaro Napoli, compositore italiano (Napoli, n. 1881 - Napoli, † 1943)
- Gennaro Ursino, compositore italiano (Roio del Sangro, n. 1650 - Napoli)

## Cuochi(2)
- Gennaro Contaldo, cuoco, conduttore televisivo e imprenditore italiano (Minori, n. 1949)
- Gennaro Esposito, cuoco e personaggio televisivo italiano (Vico Equense, n. 1970)

## Dirigenti sportivi(3)
- Gennaro Delvecchio, dirigente sportivo, allenatore di calcio e ex calciatore italiano (Barletta, n. 1978)
- Gennaro Sardo, dirigente sportivo e ex calciatore italiano (Pozzuoli, n. 1979)
- Gennaro Scognamiglio, dirigente sportivo e ex calciatore italiano (San Giovanni a Teduccio, n. 1987)

## Drammaturghi(1)
- Gennaro Pistilli, commediografo italiano (Napoli, n. 1920)

## Filosofi(1)
- Gennaro Sasso, filosofo e storico della filosofia italiano (Roma, n. 1928)

## Funzionari(1)
- Gennaro Minervini, prefetto, giornalista e politico italiano (Trani, n. 1847 - Napoli, † 1916)

## Generali(3)
- Gennaro Moreno, generale italiano (Gaeta, n. 1838 - Bologna, † 1901)
- Gennaro Tedeschini Lalli, generale e aviatore italiano (Ficulle, n. 1889 - Roma, † 1948)
- Gennaro Vecchione, generale, funzionario e prefetto italiano (Roma, n. 1959)

## Giornalisti(2)
- Gennaro De Stefano, giornalista e scrittore italiano (Portici, n. 1951 - Roma, † 2008)
- Gennaro Sangiuliano, giornalista, saggista e ex politico italiano (Napoli, n. 1962)

## Grammatici(1)
- Gennaro di Antiochia, grammatico e presbitero siriano (Antiochia di Siria - Roma)

## Grecisti(1)
- Gennaro Perrotta, grecista e filologo classico italiano (Termoli, n. 1900 - Firenze, † 1962)

## Illustratori(1)
- Gennaro D'Amato, illustratore, pittore e saggista italiano (Napoli, n. 1857 - Pieve Ligure, † 1947)

## Imprenditori(1)
- Gennaro Auricchio, imprenditore italiano (Collecchio, n. 1914 - Cremona, † 2007)

## Ingegneri(2)
- Gennaro de Gemmis, ingegnere, agronomo e bibliografo italiano (Bari, n. 1904 - Milano, † 1963)
- Gennaro Tampone, ingegnere e architetto italiano (Bari, n. 1936 - Firenze, † 2018)

## Librettisti(1)
- Gennaro Antonio Federico, librettista italiano (Napoli, † 1744)

## Liutai(1)
- Gennaro Fabricatore, liutaio italiano (Napoli - Napoli)

## Mafiosi(3)
- Gennaro Angiulo, mafioso statunitense (Boston, n. 1919 - Boston, † 2009)
- Gennaro Langella, mafioso statunitense (New York, n. 1938 - Springfield, † 2013)
- Gennaro Licciardi, mafioso italiano (Napoli, n. 1956 - Voghera, † 1994)

## Magistrati(2)
- Gennaro Carissimo, magistrato, imprenditore e politico italiano (Foiano di Val Fortore, n. 1846 - Roma, † 1927)
- Gennaro Celli, magistrato italiano (Capestrano, n. 1829 - Milano, † 1895)

## Medici(4)
- Gennaro Ciaburri, medico e biologo italiano (Cerreto Sannita, n. 1881 - Bologna, † 1970)
- Gennaro Ciliberto, medico italiano (Napoli, n. 1954)
- Gennaro Finamore, medico, antropologo e lessicografo italiano (Gessopalena, n. 1836 - Lanciano, † 1923)
- Gennaro Galbiati, medico e chirurgo italiano (Napoli, n. 1776 - Napoli, † 1844)

## Mezzofondisti(1)
- Gennaro Di Napoli, ex mezzofondista italiano (Napoli, n. 1968)

## Militari(10)
- Gennaro Barra, militare italiano (Salerno, n. 1910 - Burca Hobu, † 1937)
- Gennaro Cantiello, militare italiano (Formicola, n. 1938 - Alessandria, † 1974)
- Gennaro De Matteis, militare e ingegnere italiano (Isernia, n. 1894 - Roma, † 1984)
- Gennaro Fergola, militare italiano (Napoli, n. 1795 - Napoli, † 1870)
- Gennaro Giuffrè, militare italiano (Gallico, n. 1913 - Brihuega, † 1937)
- Gennaro Maffettone, militare e marinaio italiano (Napoli, n. 1918 - Oceano Atlantico, † 1942)
- Gennaro Pagano di Melito, militare e diplomatico italiano (Caserta, n. 1879 - Tientsin, † 1944)
- Gennaro Sora, militare italiano (Foresto Sparso, n. 1892 - Foresto Sparso, † 1949)
- Gennaro Soricelli, militare italiano (San Nazzaro, n. 1931 - Napoli, † 1998)
- Gennaro Tescione, militare italiano (Caserta, n. 1916 - Rodi, † 1943)

## Musicisti(1)
- Gennaro Petrone, musicista e compositore italiano (Napoli, n. 1958 - Napoli, † 2014)

## Nobili(1)
- Gennaro I Carafa Cantelmo Stuart, VII principe di Roccella, nobile e alchimista italiano (Napoli, n. 1715 - Napoli, † 1767)

## Partigiani(1)
- Gennaro Capuozzo, partigiano italiano (Napoli, n. 1932 - Napoli, † 1943)

## Patrioti(4)
- Gennaro Mortati, patriota e scrittore italiano (Spezzano Albanese, n. 1826 - Altomonte, † 1890)
- Gennaro Placco, patriota e poeta italiano (Civita, n. 1826 - Civita, † 1896)
- Gennaro Serra di Cassano, patriota italiano (Portici, n. 1772 - Napoli, † 1799)
- Gennaro Simini, patriota e medico italiano (Monteroni di Lecce, n. 1812 - Scutari, † 1880)

## Personaggi televisivi(1)
- Gennaro Olivieri, personaggio televisivo e arbitro di hockey su ghiaccio svizzero (Neuchâtel, n. 1922 - Neuchâtel, † 2009)

## Pittori(14)
- Gennaro Abbagnara, pittore italiano (Napoli, n. 1845 - Napoli, † 1914)
- Gennaro Basile, pittore italiano (Napoli, n. 1722 - Brno, † 1782)
- Gennaro Boltri, pittore e miniaturista italiano (Napoli, n. 1730 - Madrid, † 1788)
- Gennaro Borrelli, pittore, scrittore e scenografo italiano (Napoli, n. 1921 - Napoli, † 2019)
- Gennaro di Cola, pittore italiano
- Gennaro Della Monica, pittore e architetto italiano (Teramo, n. 1836 - Teramo, † 1917)
- Gennaro Fantastico, pittore e cantante italiano (Salice Salentino, n. 1881 - Salice Salentino, † 1958)
- Gennaro Favai, pittore italiano (Venezia, n. 1879 - Venezia, † 1958)
- Gennaro Landi, pittore italiano (Firenze - Firenze)
- Gennaro Maldarelli, pittore italiano (Napoli, n. 1795 - Napoli, † 1858)
- Gennaro Pardo, pittore italiano (Castelvetrano, n. 1865 - Castelvetrano, † 1927)
- Gennaro Picinni, pittore italiano (Bari, n. 1933 - Bari, † 2022)
- Gennaro Ruo, pittore italiano (Napoli, n. 1812 - Napoli, † 1884)
- Gennaro Villani, pittore italiano (Napoli, n. 1885 - Napoli, † 1948)

## Poeti(1)
- Gennaro Ottaviano, poeta e paroliere italiano (Napoli, n. 1874 - Napoli, † 1936)

## Politici(20)
- Gennaro Acquaviva, politico italiano (Roma, n. 1935)
- Gennaro Alfano, politico italiano (Napoli, n. 1927 - Napoli, † 2015)
- Gennaro Barboni, politico e partigiano italiano (Matelica, n. 1924 - Follonica, † 2024)
- Gennaro Bellelli, politico italiano (Napoli, n. 1812 - Napoli, † 1864)
- Gennaro Cassiani, politico, avvocato e saggista italiano (Spezzano Albanese, n. 1903 - Roma, † 1978)
- Gennaro Coronella, politico italiano (Casal di Principe, n. 1954)
- Gennaro Fermariello, politico e avvocato italiano (Napoli, n. 1883 - Napoli, † 1954)
- Gennaro Lopez, politico italiano (Bari, n. 1943)
- Gennaro Malgieri, politico, giornalista e saggista italiano (Solopaca, n. 1953)
- Gennaro Miceli, politico e ingegnere italiano (Caraffa di Catanzaro, n. 1901 - Roma, † 1976)
- Gennaro Migliore, politico italiano (Napoli, n. 1968)
- Gennaro Papa, politico e avvocato italiano (Montesarchio, n. 1925 - Benevento, † 2018)
- Gennaro Patricolo, politico e giornalista italiano (Palermo, n. 1904 - Roma, † 1980)
- Gennaro Sambiase Sanseverino, politico italiano (Sala Consilina, n. 1821 - Napoli, † 1901)
- Gennaro Sarcone, politico e antifascista italiano (Rogliano, n. 1902 - Cosenza, † 1960)
- Gennaro Spinelli di Cariati, politico, diplomatico e militare italiano (Napoli, n. 1780 - Napoli, † 1851)
- Gennaro Taveri, politico italiano
- Gennaro Trisorio Liuzzi, politico italiano (Spinazzola, n. 1924 - † 1992)
- Gennaro Valeri, politico italiano (Crognaleto, n. 1932 - † 2005)
- Gennaro Villelli, politico e giornalista italiano (Catanzaro, n. 1895 - Messina, † 1958)

## Presbiteri(4)
- Gennaro Auletta, presbitero, traduttore e scrittore italiano (Frattamaggiore, n. 1912 - Atri, † 1981)
- Gennaro Aspreno Galante, presbitero e storico italiano (Napoli, n. 1843 - San Giorgio a Cremano, † 1923)
- Gennaro Matino, presbitero, teologo e scrittore italiano (Napoli, n. 1956)
- Gennaro Maria Sarnelli, presbitero e missionario italiano (Napoli, n. 1702 - Napoli, † 1744)

## Principi(1)
- Gennaro Maria di Borbone-Due Sicilie, principe (Cannes, n. 1882 - Cannes, † 1944)

## Rapper(1)
- Samurai Jay, rapper italiano (Mugnano di Napoli, n. 1998)

## Registi(1)
- Gennaro Nunziante, regista, sceneggiatore e montatore italiano (Bari, n. 1963)

## Registi teatrali(1)
- Gennaro Vitiello, regista teatrale e attore teatrale italiano (Torre del Greco, n. 1929 - Napoli, † 1985)

## Religiosi(2)
- Gennaro Maria Albertini, religioso e vescovo cattolico italiano (Cimitile, n. 1715 - Caserta, † 1767)
- Gennaro Maria D'Afflitto, religioso, architetto e ingegnere italiano (Napoli, n. 1618 - Napoli, † 1673)

## Rivoluzionari(1)
- Gennaro Annese, rivoluzionario italiano (Napoli, n. 1604 - Napoli, † 1648)

## Scrittori(1)
- Gennaro Manna, scrittore, critico letterario e saggista italiano (Tocco da Casauria, n. 1922 - Roma, † 1990)

## Scultori(1)
- Gennaro Calì, scultore e pittore italiano (Napoli, n. 1799 - Napoli, † 1877)

## Storici(5)
- Gennaro Carotenuto, storico e giornalista italiano (Napoli, n. 1966)
- Gennaro Mondaini, storico, economista e docente italiano (Venezia, n. 1874 - Roma, † 1948)
- Gennaro Nepoziano, storico romano
- Gennaro Orlando, storico e commediografo italiano (Gragnano, n. 1844 - Nocera Inferiore, † 1912)
- Gennaro Ravizza, storico italiano (Lanciano, n. 1766 - Chieti, † 1836)

## Vescovi(3)
- San Gennaro, vescovo romano (Benevento, n. 272 - Pozzuoli, † 305)
- Gennaro II, vescovo italiano
- Gennaro di Cagliari, vescovo romano (Cagliari)

## Vescovi cattolici(6)
- Gennaro Carmignano, vescovo cattolico italiano (Napoli, n. 1702 - Itri, † 1770)
- Gennaro De Vivo, vescovo cattolico italiano (Napoli, n. 1828 - Pozzuoli, † 1893)
- Gennaro Di Giacomo, vescovo cattolico e politico italiano (Napoli, n. 1796 - Caserta, † 1878)
- Gennaro Hayasaka, vescovo cattolico giapponese (Sendai, n. 1883 - Sendai, † 1959)
- Gennaro Pascarella, vescovo cattolico italiano (Cervino, n. 1948)
- Gennaro Trama, vescovo cattolico italiano (Napoli, n. 1856 - Lecce, † 1927)

## Senza attività specificata(1)
- Gennaro Arma, comandante marittimo italiano (Piano di Sorrento, n. 1975)